# Іл-38
Іл-38 (по класифікації МО США і НАТО: May) — протичовновий літак, розроблений в ДКБ Іллюшина на основі пасажирського Іл-18В. Літак призначений для самостійного або спільного з протичовновими кораблями пошуку і знищення підводних човнів, для морської розвідки, пошуково-рятувальних операцій, постановки мінних загороджень.
Перший політ виконаний 27 вересня 1961 р. Серійне виробництво машини здійснювалося на машинобудівному заводі № 30 «Знамя Труда» (розташованому поблизу Центрального аеродрому на Ходинському полі в Москві) з 1967 до середини 1970-х років. Всього побудовано 65 машин.

## Конструкція
Іл-38 — чотирьохдвигуневий суцільнометалевий моноплан з низькорозташованим трапецієвидним прямим крилом, традиційним однокільовим оперенням і тристійковим шасі. В порівнянні з Іл-18, на Іл-38 в середній частині фюзеляжу обладнано два вантажних відсіки для засобів пошуку та ураження підводних човнів. Крило зміщене вперед на три метри, під кабіною знаходиться обтічник антени РЛС пошуково-прицільного комплексу «Беркут-38». У кормі машини, за хвостовим оперенням розташований обтічник давача магнітометра.
Силова установка — чотири ТГД АИ-20М серії 6И з повітряними гвинтами АВ-64 серії 04А. У хвостовій частині фюзеляжу встановлена турбогенераторна установка (ЗСУ) ТГ-16. Паливна система загальною ємністю 35153 літри авіагасу ТС-1.
Вперше в практиці радянського літакобудування на Іл-38 була застосована бортова цифрова обчислювальна машина «Полум'я-264», у складі пошуково-прицільного комплексу «Беркут-38», розробленого НДІ-131.

## Екіпаж
Екіпаж Іл-38 складається з семи осіб: два пілоти (командир корабля, помічник командира корабля), штурман-навігатор, штурман-оператор РЛС, оператор приймального індикаторного пристрою, бортінженер, бортрадист.

## Обладнання
- Пілотажно-навігаційна система: «Путь-4Б-2К»;
- Автопілот: АП-6Е
- Навігаційний прилад: АНП-3В
- Курсова система: ТКС-П
- Радіокомпас: АРК-Б
- Пошуково-прицільна система: «Беркут-38»;
- Магнітометр: АПМ-60 або АПМ-73.

Частина літаків (близько 12) пройшла модернізацію для використання сучасніших радіогідробуїв РГБ-16. Для цієї мети на літак встановили апаратуру «Ізумруд», у складі якої 68-канальний приймальний пристрій «Волхов», апаратура обробки й відображення інформації, блоки сполучення з ППЗ «Беркут».

## Озброєння
- Засоби пошуку підводних човнів — спрямовані радіогідролокаціонні буї РГБ-1, пасивні спрямовані РГБ-2, автономні гідроакустичні пасивно-активні станції РГБ-3, РГБ-16 (144 РГБ-1, 10 РГБ-2, 3 РГБ-3).
- Засоби ураження підводних човнів — дві протичовнові торпеди АТ-1 або АТ-2 або АПР-1 або АПР-2.
- Протичовнові бомби, морські міни, рятувальні контейнери КАС, морські маркери (орієнтирні морські авіабомби ОМАБ-12Д) тощо.
- Оборонне стрілецько-гарматне озброєння — відсутнє.

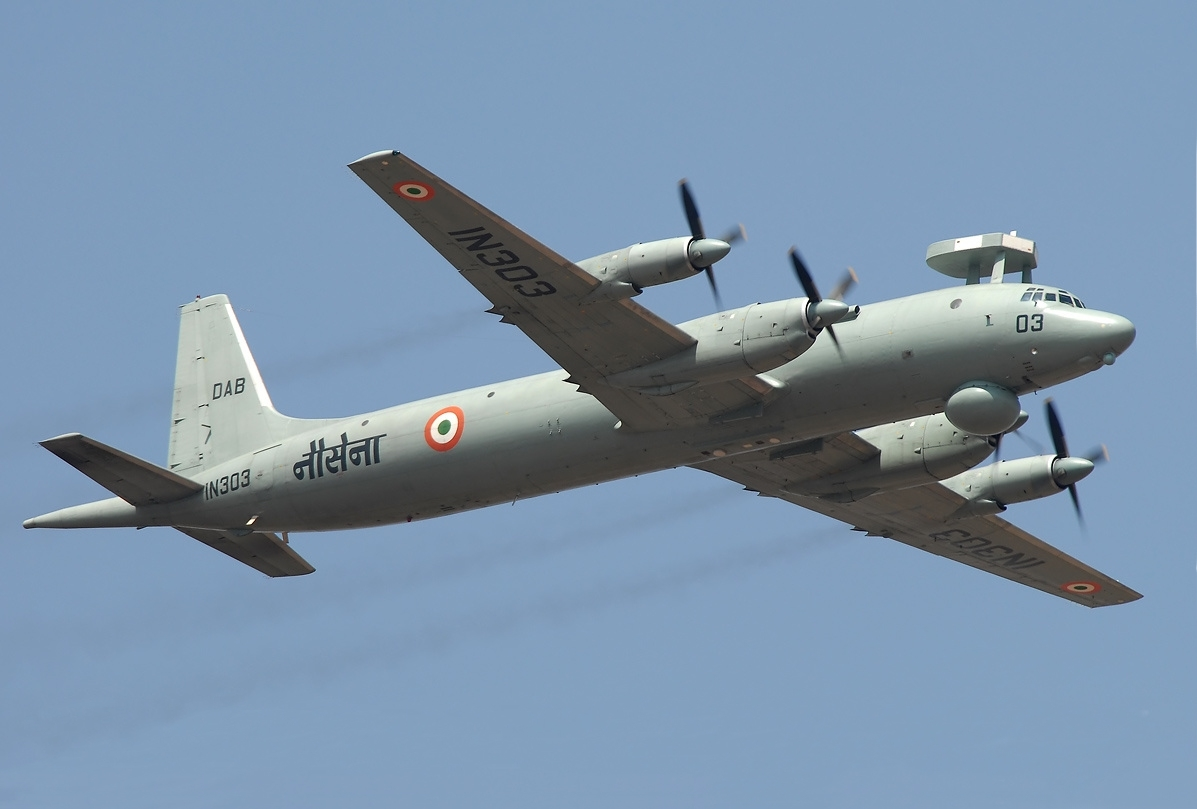
Іл-38SD

## Модифікації
- Іл-38SD — модернізований патрульний та протичовновий літак оснащений новим прицільно-навігаційним комплексом «Морський дракон» виробництва НВО «Ленінець». У рамках робіт з модернізації літаків передбачалося продовження їх технічного ресурсу на 10-15 років. Додаткові вузли підвіски розміщені під центропланом літака (2 вузли)

- Іл-38Н («Новела») — варіант модернізації Іл-38 для авіації ВМФ Росії до рівня Іл-38SD (5 березня 2012 один літак поставлений авіабазі Північного флоту[2]).

## Оператори
В СРСР першим отримав літаки Іл-38 24 окремий протичовновий авіаційний полк Далекої дії ВПС Північного Флоту (аеродром Сєвєроморськ-1) в 1968 році. В 1969 році — 77 окремий протичовновий авіаційний полк Далекої дії ВПС Тихоокеанського Флоту (аеродром Ніколаєвка) і в 1974 році — 145-та окрема протичовнова авіаційна ескадрилья ВПС Балтійського Флоту (аеродром Скулте).
- Росія: Авіація Військово-морського флоту РФ (26 машин)[3]
403 Окремий змішаний авіаційний полк (Сєвєроморськ-1)
- 317 Окремий змішаний авіаційний полк (Єлізово)
- 289-й окремий змішаний протичовновий авіаційний полк (Ніколаєвка)

Восени 2012 р. Росія запропонувала розмістити два Іл-38 на французькій авіабазі в Джибуті (Міжнародний аеропорт Джибуті-Амбулі) для боротьби з морськими піратами в регіоні Аденської затоки і Африканського рогу.
Колишні:
- Індія: Військово-морські сили Індії (5 машин)
У 2001 році підписано контракт вартістю $150 млн на модернізацію п'яти індійських Іл-38 до модифікації Іл-38SD з установкою системи «Морський змій».[5] У 2010 році контракт був виконаний.[5] За непідтвердженими даними, три модернізовані машини вже до 2011 року були втрачені (дві зіткнулися на авіашоу, ще одна розбита). Військово-морські сили Індії 31 жовтня 2023 року провели церемонію списання останніх протичовнових літаків Іл-38SD.[6]

## Тактико-технічні характеристики
Джерело: Артемьев, 2002.
Основні характеристики
- Екіпаж: 7
- Довжина: 40.075
- Висота: 10.12 м
- Розмах крила: 37.4

- Площа крила: 140 м²
- Середня аеродинамічна хорда: 3,0 м
- Колія шасі: 9,0 м
- Максимальна злітна маса: 68 000 кг
- Максимальна посадочна маса: 52 200 кг
- Маса палива у внутрішніх баках: 26 650 кг
- Силова установка: 4 × ТГД АИ-20М  4250 ( 3126 кВт (злетна))
- Повітряний гвинт: АВ-64 серії 04А
- Діаметр гвинта: 4.5 м
- Маса двигуна: 1040 кг

Льотні характеристики
- Максимальна швидкість: 650 км/год на 6000 м
- Бойовий радіус: 2200 км
- Технічна дальність: 9500 км
- Довжина розгону: 1700 м
- Довжина пробігу: 1070 м

Озброєння
- Бойове навантаження:  
  - нормальне: 5430 кг
  - максимальне: 8400 кг
- Бомби: протичовнові:
  - вільнопадаючі: ПЛАБ-250-120, ПЛАБ-50
  - кореговані: ПЛ250-120 «Загон»

- Торпеди: АТ-1, АТ-2, АТ-3 (УМГТ-1), АПР-1, АПР-2
- Гідроакустичні буї: РГБ-1, РГБ-2 та РГБ-3
- морські міни: АМД-2

### Літаки аналогічного призначення
- Lockheed P-3 Orion
- Breguet Atlantic